# Langweiler (près Idar-Oberstein)
Pour les articles homonymes, voir Langweiler.
Langweiler est une municipalité allemande située dans le land de Rhénanie-Palatinat et l'arrondissement de Birkenfeld.